# Andrei Gladyshev
Andrei Andreyevich Gladyshev (tiếng Nga: Андрей Андреевич Гладышев; sinh ngày 20 tháng 1 năm 1996) là một cầu thủ bóng đá người Nga thi đấu cho F.K. Torpedo Vladimir.

## Sự nghiệp câu lạc bộ
Anh ra mắt chuyên nghiệp tại Giải bóng đá chuyên nghiệp quốc gia Nga cho F.K. Torpedo Vladimir vào ngày 12 tháng 7 năm 2014 trong trận đấu với F.K. Zenit-2 St. Petersburg.